# Burgwall Biesenthal

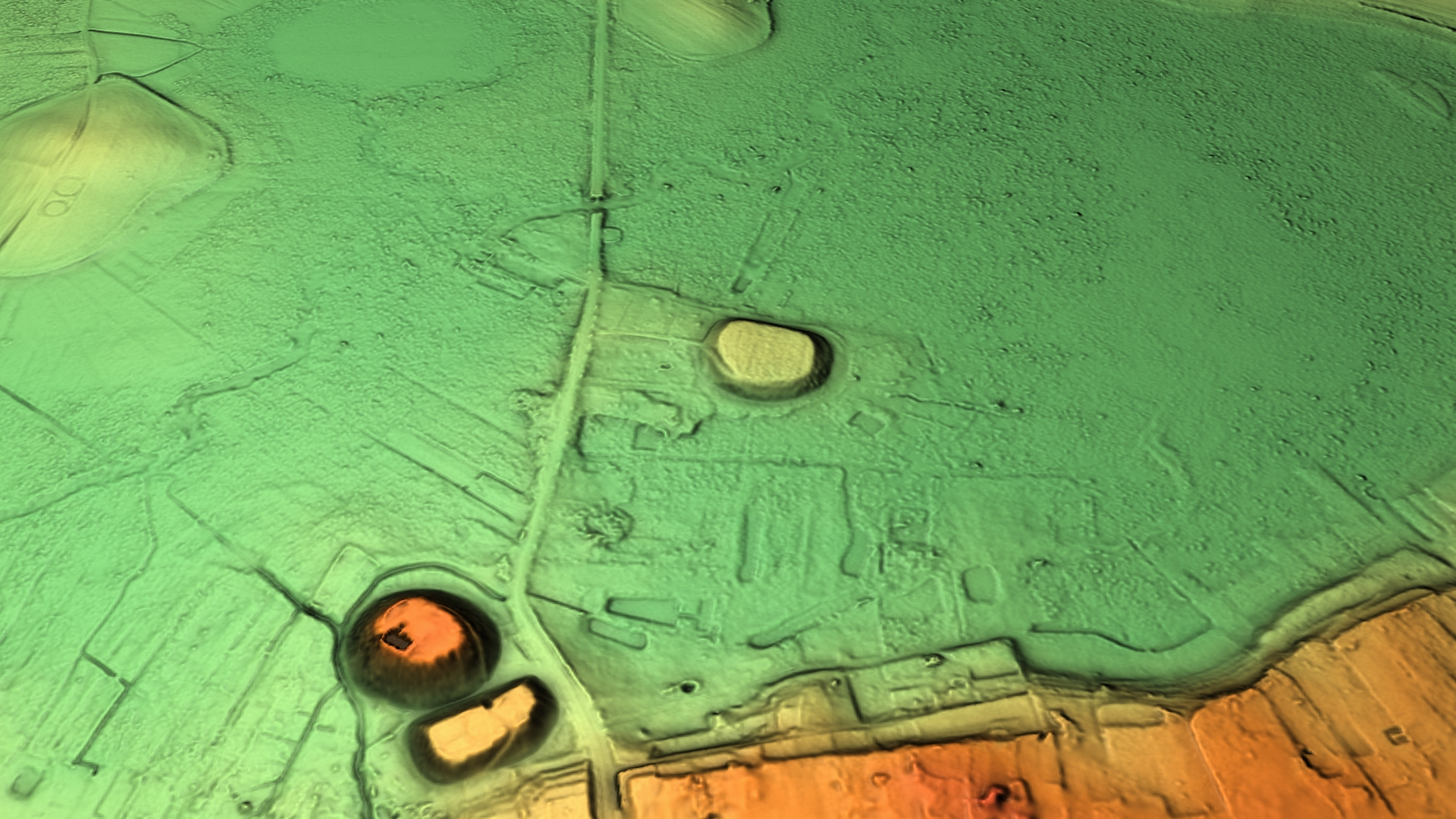
3D-Ansicht des digitalen Geländemodells

Der Burgwall von Biesenthal, einer Stadt im Landkreis Barnim, befindet sich im Norden des Ortes auf dem Reihersberg. Es handelt sich um den Burgstall eines slawischen Burgwalls.
Der knapp 50 Meter große ovale Burgwall ist noch bis zu vier Meter hoch erhalten geblieben und befindet sich auf einer natürlichen Sandinsel am Finowfließ. Die Burg bestand vom 10. bis 12. Jahrhundert. Westlich des Burgwalles ist durch Oberflächenfunde eine Vorburgsiedlung erkennbar. Der Burgwall war wahrscheinlich ein Adels- und Hauptsitz der Slawen im Finowgebiet und im nordwestlichen Barnim. Mehrere slawische Dörfer bestanden zwischen der oberen Finow und dem Wandlitzsee.